# Herreriaceae
Classification APG (1998)
Famille
Classification APG II (2003)
Classification APG III (2009)
La famille des Herreriacées est une famille de plantes monocotylédones. Cette famille n'est pas acceptée par tous les botanistes. Elle ne comprend que 9 espèces réparties en 2 genres:
- Herreria,
- Herreriopsis (en)

Ce sont des buissons rampants ou des lianes, rhizomateux, avec des rosettes de feuilles le long du rhizome, du sud-ouest du Brésil ou de Madagascar.

## Étymologie
Le nom vient du genre Herreria (en), donné en hommage à Gabriel Alonso de Herrera, agronome et écrivain espagnol qui vécut entre le XVe et le XVIe siècle.

## Classification
Cette famille n'existe pas en classification classique de Cronquist (1981).
La classification phylogénétique APG (1998) accepte cette famille et la situe dans l'ordre des Asparagales.
Mais la classification phylogénétique APG II (2003) incorpore cette famille à celle des Agavacées ou Asparagacées.
En classification phylogénétique APG III (2009) cette famille est invalide et ses genres sont incorporés dans la famille des Asparagaceae sous-famille des Agavoideae.